# Hale Center
Hale Center is een plaats (city) in de Amerikaanse staat Texas, en valt bestuurlijk gezien onder Hale County.

## Demografie
Bij de volkstelling in 2000 werd het aantal inwoners vastgesteld op 2263.
In 2006 is het aantal inwoners door het United States Census Bureau geschat op 2186, een daling van 77 (-3,4%).

## Geografie
Volgens het United States Census Bureau beslaat de plaats een oppervlakte van
2,8 km², geheel bestaande uit land. Hale Center ligt op ongeveer 1041 m boven zeeniveau.

## Plaatsen in de nabije omgeving
De onderstaande figuur toont nabijgelegen plaatsen in een straal van 32 km rond Hale Center.